# Acem Esir Ali
 (janvier 2023).
 Acem Esir Ali  était un architecte ottoman d’origine perse. Il fut architecte impérial en chef sous  de 1519 à 1539 pour Sélim Ier puis Soliman le magnifique.

## Biographie
À la suite de la défaite de l’état Séfévide par Sélim Ier en 1514 lors de la bataille de Tchaldiran, Acem Ali fait partie de nombreux artisans et artiste de Tabriz envoyé à la cour ottomane. Etant déjà reconnu par les Séfévides, il est nommé architecte en chef en 1519 par le sultan. 

## Contributions
Acem Ali combina l'architecture ottomane classique et l'architecture perse. Il construisit la mosquée Mustafa Pacha à Gebze et le palais Çoban Ibrahim Pacha à Sultanahmet à Istanbul. D’autres édifices lui ont aussi été attribué à travers l’empire ottoman dont Sarajevo, Sofia, Trabzon, Konya et Istanbul. 